# Narodowosocjalistyczny Korpus Lotniczy
Narodowosocjalistyczny Korpus Lotniczy, NSFK (niem. Nationalsozialistisches Fliegerkorps) – korpus paramilitarny NSDAP, założony w 1937 roku jako „następca” Niemieckiego Związku Lotnictwa Sportowego (Deutscher Luftsportverband). Korpus został zbudowany na wzór organizacji Sturmabteilung (SA). Podobną grupą paramilitarną był Narodowosocjalistyczny Korpus Motorowy.
W pierwszych latach istnienia NSFK prowadził szkolenia w lataniu szybowcami oraz prywatnymi samolotami. Kiedy III Rzesza stworzyła Luftwaffe, wielu członków NSFK zostało przeniesionych do nowo utworzonej formacji lotniczej. 

## Historia

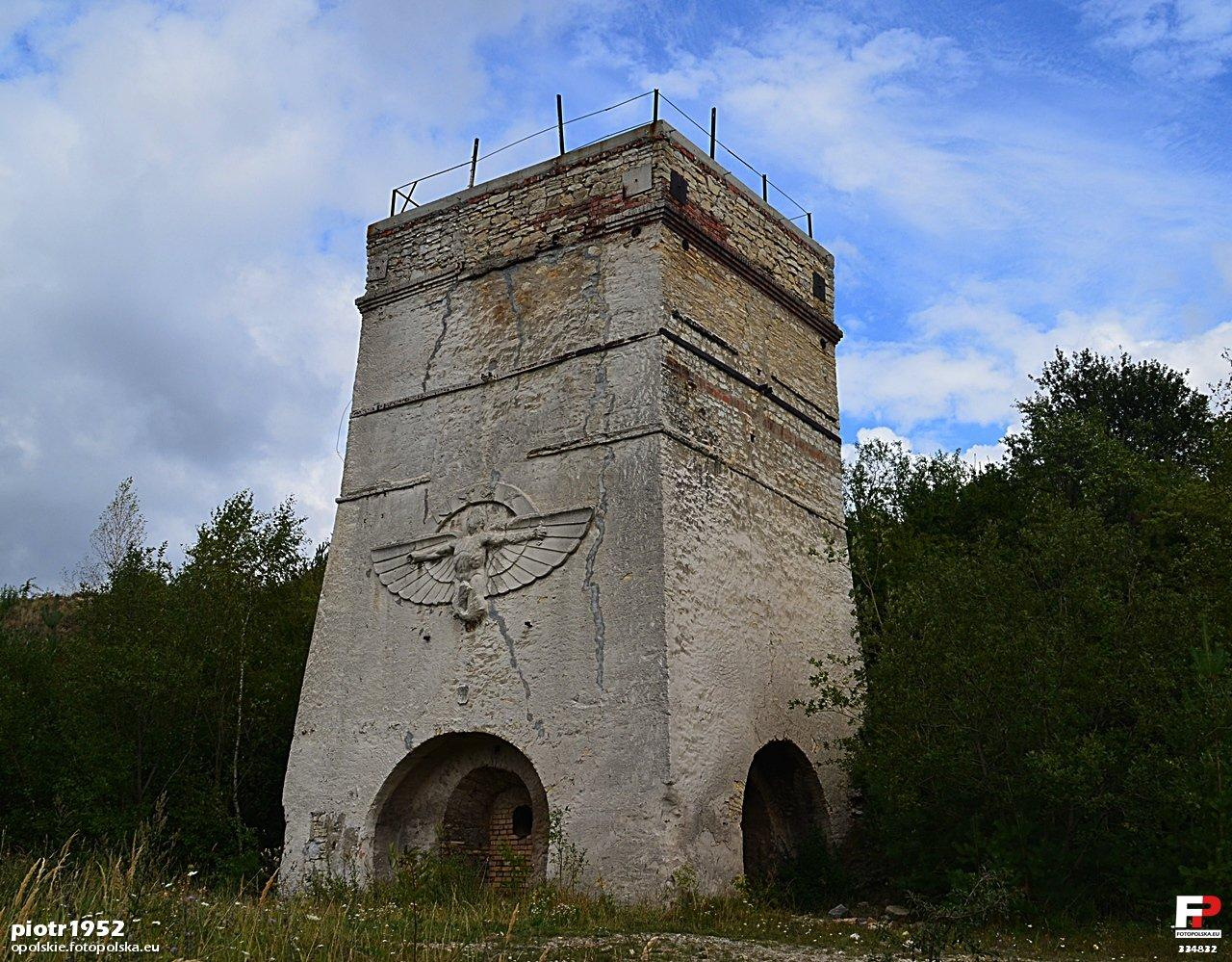
Piec wapienniczy w Ligocie z pozostałością loga Nationalsozialistisches Fliegerkorps

NSFK powstała na podstawie zarządzenia Adolfa Hitlera z dn. 17 kwietnia 1937 r. Jego dowódca podlegał bezpośrednio Ministerstwu Lotnictwa Rzeszy. Członkami NFSK mogli zostać:
- obywatele Rzeszy należący do personelu lotniczego,
- rezerwiści, którzy służyli w lotnictwie wojskowym jako personel latający lub techniczny,
- członkowie Hitlerjugend należący do jej drużyn lotniczych,
- byli członkowie DVL.

Pierwszym dowódcą NSFK został generał Friedrich Christiansen, który tę funkcję pełnił do 26 czerwca 1943 roku, kiedy to został zastąpiony przez generała Alfreda Kellera. W organizacji obowiązywały stopnie zgodne ze strukturą przyjętą w SA.

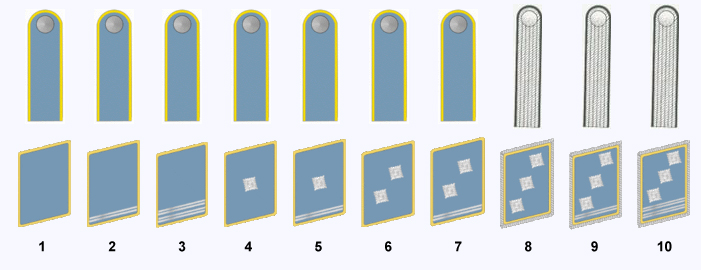
Stopnie w NSFK: Mann (1), Sturmmann (2), Rottenführer (3), Scharführer (4), Oberscharführer (5), Truppführer (6), Obertruppführer (7), Sturmführer (8), Obersturmführer (9), Hauptsturmführer (10)

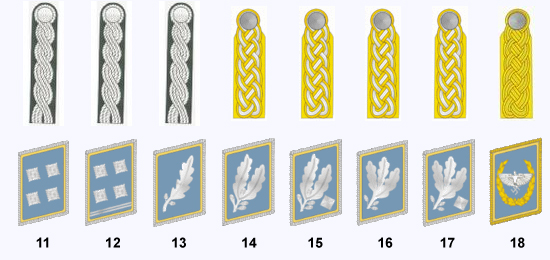
Sturmbannführer (11), Obersturmbannführer (12), Standartenführer (13), Oberführer (14), Brigadeführer (15), Gruppenführer (16), Obergruppenführer (17), Korpsführer (18)

W skład Dowództwa Korpusu wchodziły działy:
1. Centralny (z wydziałem prasowym i propagandowym),
2. Administracji,
3. Szybownictwa,
4. Modelarstwa,
5. Techniki,
6. Lotów silnikowych i sportu balonowego,
7. Sportu w wojsku, wychowania fizycznego i polityczno-narodowego,
8. Sanitarny,
9. Fotografii i filmu.

NSFK był podzielony na siedemnaście Grup, które liczyły od 2 do 8 hufców, podzielonych na drużyny. Hufiec liczył do 1 500 członków a drużyna do 120. Grupy obejmowały tereny: :

I – Ostland z siedzibą w Królewcu,

II – Nord z siedzibą w Szczecinie,

III – Nord-West z siedzibą w Hamburgu,

IV – Berlin-Kurmark z siedzibą w Berlinie,

VI – Schlesien z siedzibą we Wrocławiu,

VII – Elbe-Saale z siedzibą w Dreźnie,

VIII – Mitte z siedzibą w Eschwege,

IX – Weser-Elbe z siedzibą w Hanowerze,

X – Westfalen z siedzibą w Dortmund,

XI – Hessen-Westmark z siedzibą w Darmstadt,

XII – Niederrhein z siedzibą w Essen,

XIII – Main-Donau z siedzibą w Norymberdze,

XIV – Bayern-Süd z siedzibą w Monachium,

XV – Schwaben z siedzibą w Stuttgarcie,

XVI – Süd-West z siedzibą w Karlsruhe,

XVII – Ostmark z siedzibą w Wiedniu.
Do głównych zadań NSFK należało:

– prowadzenie wstępnego szkolenia lotniczego,

– szkolenie rezerwistów,

– połączenie i unifikacja działalności dotychczas istniejących organizacji lotniczych,

– szkolenie i opieka nad oddziałami lotniczymi Hitlerjugend.
NSFK dysponował własnymi szkołami modelarskimi zlokalizowanymi w Lauenburgu, w Meißner i w Rothenburgu. W Hamburgu, Fürstenberg, Esslingen i Kamenz zostały utworzone państwowe szkoły budowy szybowców. W Dajtkach (niem. Deuthen w Prusach Wschodnich), Hanowerze, Schüren i Dinkelsbühl otwarto szkoły warsztatowe dla instruktorów. W zakresie pilotażu silnikowego szkolono pilotów w Rangsdorf, Bielefeld, Karlsruhe, Kolonii, Hamburgu, Chemnitz, Gdańsku, Królewcu i w Wiedniu. W ramach prowadzonego szkolenia współpracowano z Hitlerjugend i Deutsches Jungvolk, uczono budowy modeli i szybowców, pilotażu szybowcowego i silnikowego oraz prowadzono szkolenia specjalne (m.in. polityczne i społeczne).
Kandydatów do szkolenia w NSFK poszukiwano w szkołach, gdzie dzieci zainteresowane lotnictwem kierowano do drużyn modelarskich w ramach Deutsches Jungvolk. Starszych, mających ukończony 14 lat, kierowano na badania lekarskie, a następnie do drużyn lotniczych Hitlerjugend. Od uczniów wymagano ponoszenia minimalnych nakładów finansowych pokrywających koszty przejazdów i wyżywienia, w wyjątkowych sytuacjach mogli oni być zwolnieni z tych opłat. Z chwilą ukończenia 18. roku życia stawali się członkami NSFK. Młodzież była szkolona w pięciu obszarach:
- światopogląd społeczny,
- wychowanie fizyczne, terenoznawstwo, strzelectwo,
- praca w warsztatach lotniczych,
- wyszkolenie lotnicze.

Szkolenie w zakresie pilotażu silnikowego wiązało się już z jego finansowaniem przez kursantów, ale wysokość opłat uzależniano od wieku ucznia, jego poziomu dotychczasowego wyszkolenia oraz stażu w organizacji. Ponadto NSFK prowadziła działania służące popularyzacji lotnictwa w niemieckim społeczeństwie poprzez organizację imprez lotniczych oraz popularyzację lotnictwa w całym kraju w ramach odczytów, publikacji i filmów o tematyce lotniczej.

## Wyposażenie
| Producent              | Siedziba     | Samolot             | Liczba sztuk |
| ---------------------- | ------------ | ------------------- | ------------ |
| Pander & Zonen         | Den Haag     | SG 38               | 555          |
| Kärntner Flugzeugwerke | Spittal      | SG 38               | 200          |
| Schneider              | Grunau       | Grunau Baby II      | 595          |
| Peters Flugzeugbau     | Hohenelbe    | Grunau Baby II      | 537          |
| Ferdinand Schmetz      | Herzogenrath | DFS Meise (Olympia) | 157          |
| Ferdinand Schmetz      | Herzogenrath | DFS Habicht         | 8            |
| Jacobs-Schweyer        | Darmstadt    | DFS Weihe           | 18           |
| Mratz                  | Böhmen       | DFS Kranich         | 156          |

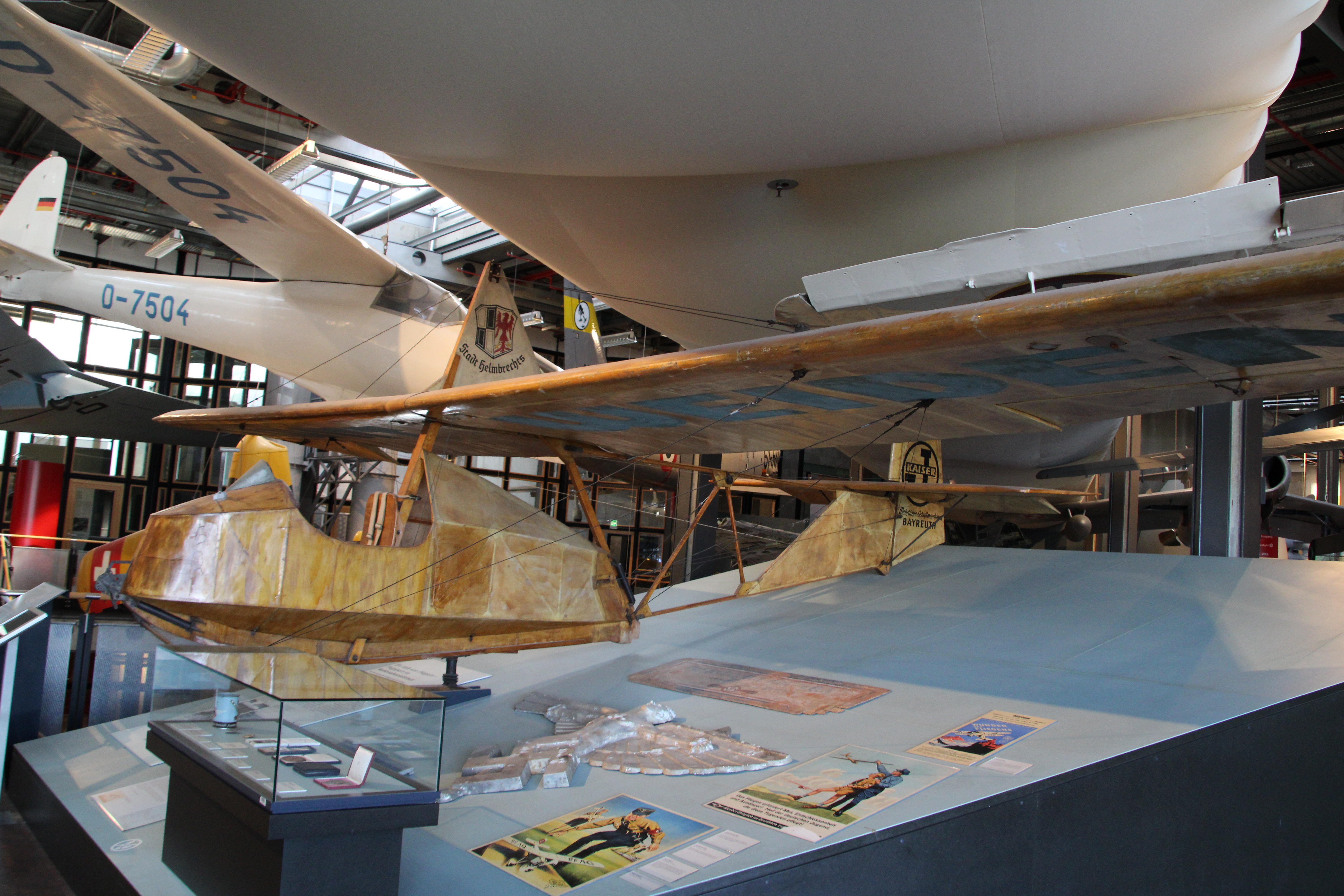
Szybowiec SG 38

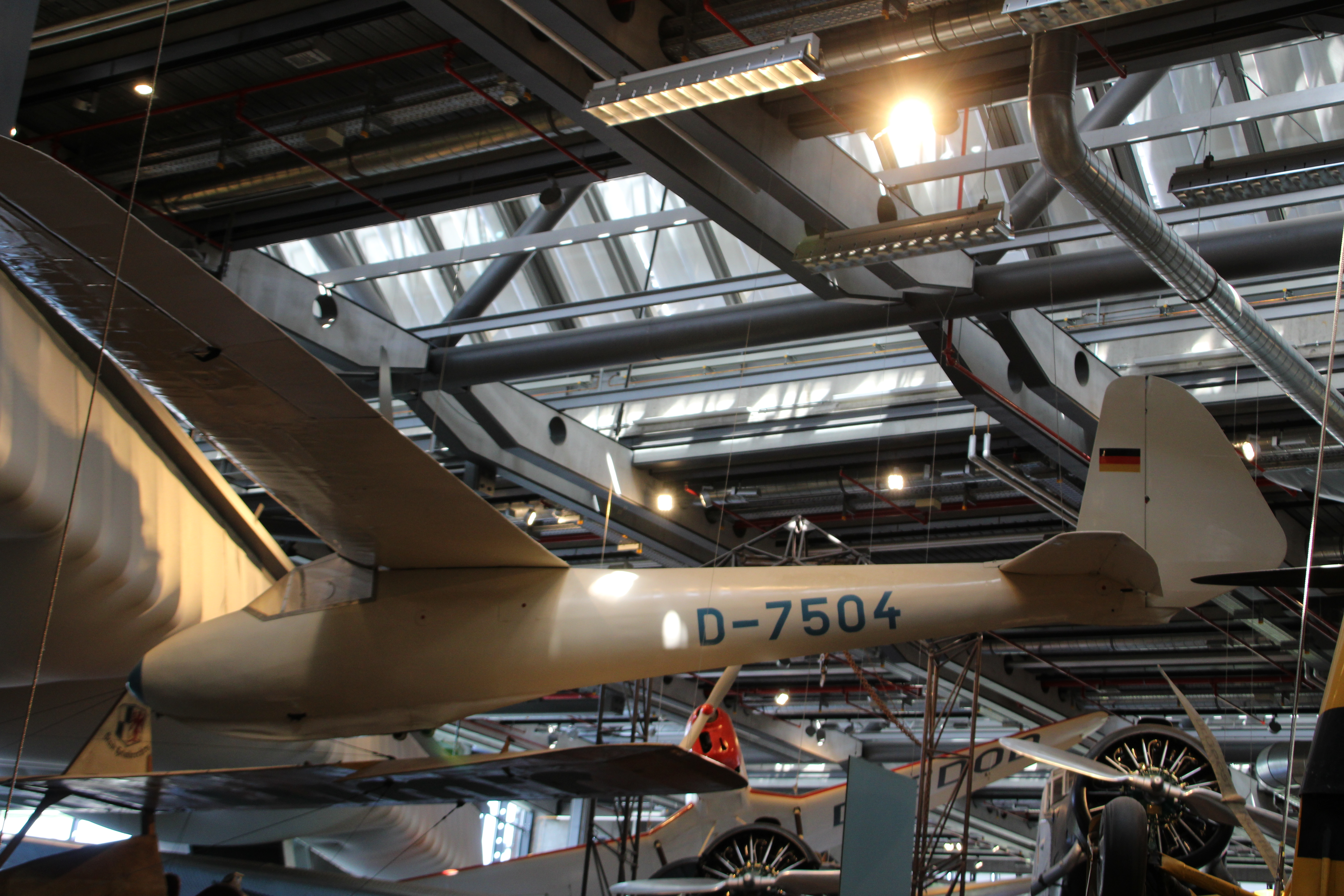
Szybowiec Olympia

Całkowite wyposażenie (do 30 czerwca 1944) można oszacować na:
| Samolot             | Liczba sztuk |
| ------------------- | ------------ |
| SG 38               | 8754         |
| Grunau Baby II      | 4914         |
| DFS Meise (Olympia) | 804          |
| DFS Weihe           | 371          |
| DFS Habicht         | 578          |
| DFS Kranich         | 1551         |
| Mü 17               | 23           |
| Mü 13               | 742          |